# Friidrott vid europeiska spelen 2019
Friidrott vid europeiska spelen 2019 avgjordes mellan 23 och 28 juni 2019. Under tävlingarna delades det ut medaljer i tio stycken grenar. Runt 504 idrottare deltog.
För första gången i internationella sammanhang tävlades det i det nya formatet Dynamic New Athletics (DNA). I DNA-formatet tävlade 24 nationslag mot varandra i nio olika grenar där den bästa nationen vann lagtävlingen. Dessutom delades det ut medaljer bland de atleter som under kvalomgången presterade bäst i de nio grenarna.

## Medaljsummering
Herrar
| Gren       | Guld                    | Silver                 | Brons                        |
| 100 m      | Carlos Nascimento (POR) | Ján Volko (SVK)        | Jak Ali Harvey (TUR)         |
| 110 m häck | Hassane Fofana (ITA)    | Vital Parachonka (BLR) | Konstadinos Douvalidis (GRE) |
| Höjdhopp   | Maksim Nedasekau (BLR)  | Ilja Ivanjuk (RUS)     | Bohdan Bondarenko (UKR)      |

Damer
| Gren       | Guld                       | Silver                            | Brons                               |
| 100 m      | Maja Mihalinec (SLO)       | Krystsina Tsimanouskaja (BLR)     | Rafailía Spanoudaki-Hatziriga (GRE) |
| 100 m häck | Elvira Herman (BLR)        | Hanna Plotitsyna (UKR)            | Gréta Kerekes (HUN)                 |
| Spjut      | Tatsiana Chaladovitj (BLR) | Jekaterina Starygina (RUS)        | Madara Palameika (LAT)              |
| Längdhopp  | Jelena Sokolova (RUS)      | Nastassia Mirontjyk-Ivanova (BLR) | Maryna Bech-Romantjuk (UKR)         |

Mixlag
| Gren          | Guld                                                                   | Silver                                                                 | Brons                                                                   |
| 4 x 400 m     | Ukraina Anna Ryzjykova Stanislav Senyk Tetjana Melnyk Danylo Danylenko | Tjeckien Jan Tesař Barbora Malíková Lada Vondrová Michal Desenský      | Portugal Ricardo dos Santos Cátia Azevedo Rivinilda Mentai João Coelho  |
| Medleystafett | Ukraina Jevhen Hutsol Olha Lyachova Oleksij Pozdnyakov Jana Kachur     | Tjeckien Filip Sasínek Diana Mezulianiková Patrik Šorm Marcela Pírková | Italien Riccardo Tamassia Irene Baldessari Giusepe Leonardi Giulia Riva |
| Lagtävling    | Ukraina                                                                | Belarus                                                                | Tyskland                                                                |

## Medaljtabell
| Pl.    | Nation      | Guld | Silver | Brons | Totalt |
| ------ | ----------- | ---- | ------ | ----- | ------ |
| 1      | Vitryssland | 3    | 4      | 0     | 7      |
| 2      | Ukraina     | 3    | 1      | 2     | 6      |
| 3      | Ryssland    | 1    | 2      | 0     | 3      |
| 4      | Italien     | 1    | 0      | 1     | 2      |
| 4      | Portugal    | 1    | 0      | 1     | 2      |
| 6      | Slovenien   | 1    | 0      | 0     | 1      |
| 7      | Tjeckien    | 0    | 2      | 0     | 2      |
| 8      | Slovakien   | 0    | 1      | 0     | 1      |
| 9      | Grekland    | 0    | 0      | 2     | 2      |
| 10     | Ungern      | 0    | 0      | 1     | 1      |
| 10     | Lettland    | 0    | 0      | 1     | 1      |
| 10     | Turkiet     | 0    | 0      | 1     | 1      |
| 10     | Tyskland    | 0    | 0      | 1     | 1      |
| Totalt | Totalt      | 10   | 10     | 10    | 30     |